# 巫僧
巫僧（ふそう）は、巫的僧侶。日本特有の「神仏習合」の歴史の中で、神道の神社とも、仏教の寺院ともいえないような、「神仏習合」のものができあがっていた時代の巫女とも、僧侶ともいえないような混在的な存在。

## 概要
大体、8～9世紀頃の日本などで、例えば、八幡神（やはたのかみ、はちまんじん）は、日本で信仰される神であるが、時代が「神仏習合」の時代となると、八幡大菩薩（はちまんだいぼさつ）のように名を変え、あたかも、神でもあり、仏の功徳もあるという両方の合わさった形の信仰へと変化し、そういった社殿などの巫的僧侶を、「巫僧（ふそう）」と言う。
「神仏習合」前の、元々の建設物や、信仰されていたもののスタートが、「神道」であるものや、「寺院」であるものなど、根底の核になっていた信仰の違いによって、若干、「巫女的な方が優勢」であったり、元々が「僧侶であったものが優勢」であるなど、「巫僧（ふそう）」といっても、その性質はかなり異なる。